# Esqui cross-country nos Jogos Paralímpicos de Inverno de 2014 - Revezamento 4x2,5 km misto
O revezamento 4x2,5km misto do esqui cross-country nos Jogos Paralímpicos de Inverno de 2014 foi realizado no Centro de Esqui Cross-Country e Biatlo Laura, na Clareira Vermelha, em 15 de março de 2014.

## Medalhistas
|  | RUS Rússia |  | SWE Suécia                                       |  | NOR Noruega                                                                |
|  | Svetlana Konovalova Alena Kaufman Elena Remizova Natalia Yakimova (guia) Nikolay Polukhin Andrey Tokarev (guia) |  | Helene Ripa Zebastian Modin Albin Ackerot (guia) |  | Mariann Marthinsen Nils-Erik Ulset Erik Bye Kristian Myhre Hellerud (guia) |

## Resultados
| Pos.              | Bib | Atletas | País               | Tempos                        | Total   | Diferença |
| ----------------- | --- | --- | ------------------ | ----------------------------- | ------- | --------- |
| Medalha de ouro   | 8   | Svetlana Konovalova Alena Kaufman Elena Remizova Guia: Natalia Yakimova Nikolay Polukhin Guia: Andrey Tokarev            | RUS Rússia         | 7:50.7 6:46.9 7:17.0 5:41.0   | 27:35.6 | —         |
| Medalha de prata  | 3   | Helene Ripa Zebastian Modin Guia: Albin Ackerot                                                                          | SWE Suécia         | 7:38.7 6:11.3 7:34.8 6:19.5   | 27:44.3 | +8.7      |
| Medalha de bronze | 7   | Mariann Marthinsen Nils-Erik Ulset Erik Bye Guia: Kristian Myhre Hellerud                                                | NOR Noruega        | 7:51.5 6:15.6 7:32.0 6:14.5   | 27:53.6 | +18.0     |
| 4                 | 6   | Iuliia Batenkova Oksana Shyshkova Guia: Lada Nesterenko Anatolii Kovalevskyi Guia: Oleksandr Mukshyn Oleksandra Kononova | UKR Ucrânia        | 8:13.5 6:41.4 6:23.4 6:50.8   | 28:09.1 | +33.5     |
| 5                 | 1   | Tino Uhlig Wilhelm Brem Guia: Florian Grimm Andrea Eskau                                                                 | GER Alemanha       | 7:09.6 6:28.5 8:05.5 6:39.2   | 28:22.8 | +47.2     |
| 6                 | 9   | Tatyana McFadden Jacob Adicoff Guia: Reid Pletcher                                                                       | USA Estados Unidos | 8:43.0 5:36.2 8:36.3 6:11.2   | 29:06.7 | +1:31.1   |
| 7                 | 4   | Shoko Ota Yoshihiro Nitta Kozo Kubo Momoko Dekijima                                                                      | JPN Japão          | 8:48.8 5:43.2 7:38.3 7:15.3   | 29:25.6 | +1:50.0   |
| 8                 | 5   | Siarhei Silchanka Larysa Varona Liudmila Vauchok                                                                         | BLR Bielorrússia   | 8:53.4 5:52.9 8:18.9 6:22.7   | 29:27.9 | +1:52.3   |
| 9                 | 10  | Seo Vo-Ra-Mi Choi Bogue Guia: Seo Jeongryun                                                                              | KOR Coreia do Sul  | 10:58.5 7:42.1 10:37.4 8:03.3 | 37:21.3 | +9:45.7   |
|                   | 2   | Sébastien Fortier Robbi Wheldon Margarita Gorbounova Guia: Andrea Bundon                                                 | CAN Canadá         | 8:20.4 8:35.3 8:36.2          | DNF     |           |

Legenda
| Recorde mundial      | Recorde mundial (World record)               |                       | Recorde africano                      | Recorde africano (African) |                                           | Q | Classificado por posição (Qualified) |
| Recorde olímpico     | Recorde olímpico (Olympic record)            | Recorde da América    | Recorde da América (Americas)         | q                          | Classificado por melhor tempo (Qualified) |   |                                      |
| Melhor marca do ano  | Melhor marca do ano (World leading)          | Recorde asiático      | Recorde asiático (Asian)              | DNS                        | Não largou (Did not start)                |   |                                      |
| Recorde nacional     | Recorde nacional (National record)           | Recorde europeu       | Recorde europeu (European)            | DNF                        | Não terminou (Did not finish)             |   |                                      |
| Recorde pessoal      | Recorde pessoal do atleta (Personal best)    | Recorde da Oceania    | Recorde da Oceania (Oceania)          | DSQ / DQ                   | Desclassificado (Disqualified)            |   |                                      |
| Recorde da temporada | Recorde da temporada do atleta (Season best) | Recorde sul-americano | Recorde sul-americano (South America) | NM                         | Sem marca (No mark)                       |   |                                      |